# Red Bank (hrabstwo Shelburne)
Red Bank – stromy brzeg (bank) w kanadyjskiej prowincji Nowa Szkocja, w hrabstwie Shelburne (43°39′31″N, 65°17′52″W), na wyspie McNutts Island; nazwa urzędowo zatwierdzona 29 kwietnia 1941.